# 야마구치 시게마사

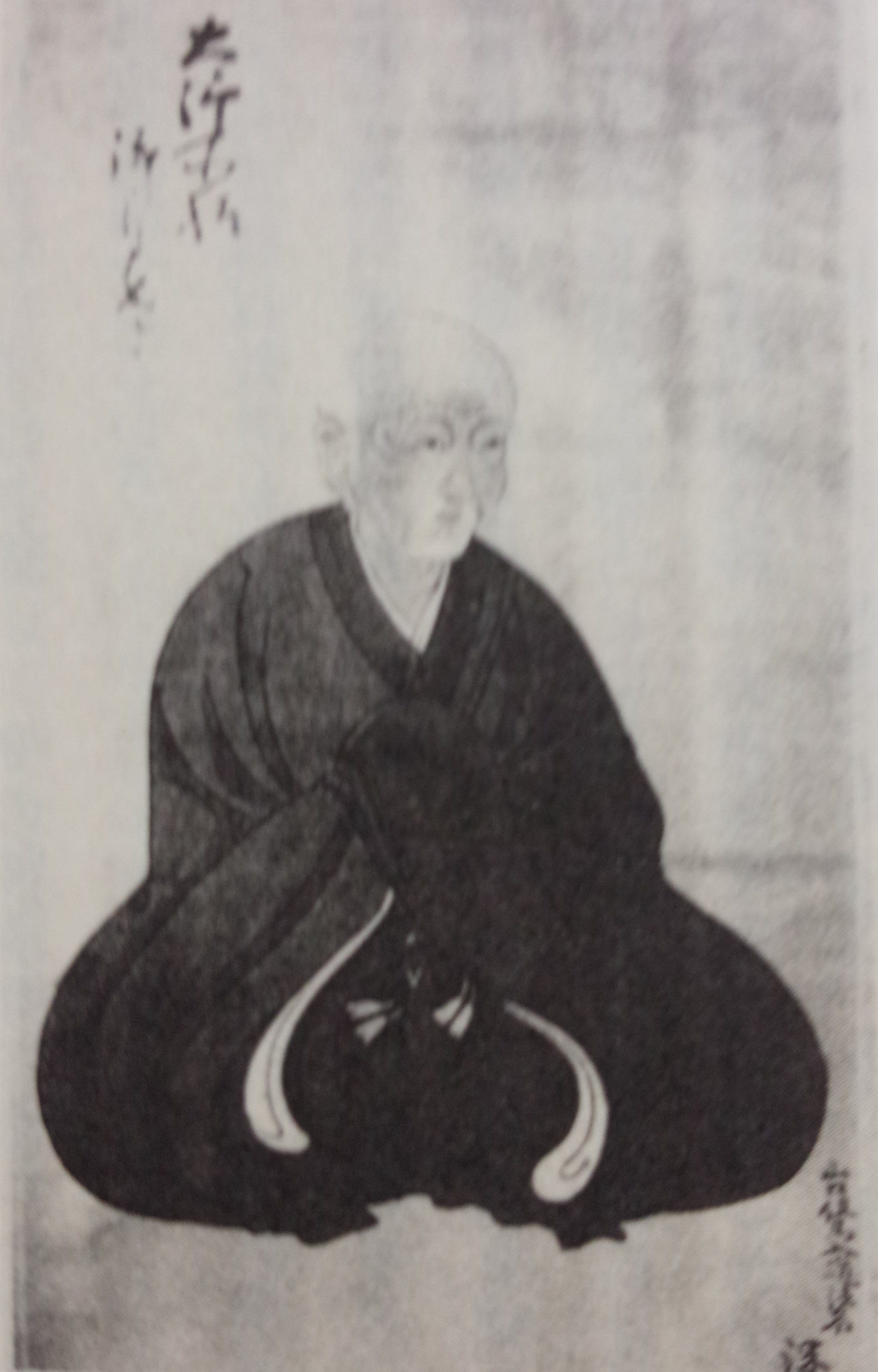
야마구치 시게마사

야마구치 시게마사(일본어: 山口重政, 1564년 4월 6일 ~ 1635년 10월 29일)는 아즈치모모야마 시대부터 에도 시대 전기까지의 무장, 다이묘이다. 오와리 호시자키 성주, 히타치 우시쿠 번 초대 번주를 지냈다.
시게마사가 우시쿠 번주 초기 시절에 장남 시게노부와 오쿠보 다다치카의 양녀와의 혼인이 막부의 승인 없이 이뤄지게 되어 야마구치, 오쿠보 양가는 개역을 면치 못하게 되었다. 15년 후에 오사카 전투 등의 전공(시게노부는 오사카 전투에서 전사)을 인정받아 우시쿠 1만 5천석 영지를 회복하였다.
| 전임 막부령 | 제1대 우시쿠 번 번주 (야마구치가) 1600년 ~ 1613년 1628년 ~ 1635년 | 후임 일시 폐번 및 막부령 야마구치 히로타카 |